# 园冲站
园冲站是位于湖南会同县坪村镇的一个铁路车站，邮政编码418302。车站建于1978年，有焦柳铁路经过该站，现仅办理货运业务，不办理客运业务。车站距离月山站1277公里，隶属广铁集团，是四等站。